# Aníbal Domeneghini
Eduardo Aníbal Domeneghini (Buenos Aires, 15 marzo 1985) è un ex calciatore argentino, di ruolo attaccante.